# Scottish Open 1979
Die Scottish Open 1979 im Badminton fanden vom 26. bis zum 27. Januar 1979 in Edinburgh statt.

## Finalresultate
| Disziplin    | Sieger                           | Finalist                      | Ergebnis    |
| ------------ | -------------------------------- | ----------------------------- | ----------- |
| Herreneinzel | Andy Goode                       | David Hunt                    | 15:11, 15:7 |
| Dameneinzel  | Jane Webster                     | Paula Kilvington              | 12:10, 11:3 |
| Herrendoppel | John Britton Gary Higgins        | Billy Gilliland Dan Travers   | 15:7, 15:11 |
| Damendoppel  | Jane Webster Karen Puttick       | Karen Bridge Paula Kilvington | 15:2, 15:5  |
| Mixed        | Billy Gilliland Joanna Flockhart | Phil Kidger Kathleen Redhead  | 15:3, 15:8  |